# Aide-toi et le ciel t’aidera
Aide-toi et le ciel t’aidera [ɛdˈtwa eləˈsjɛl teˈdʀa] (franz., „Hilf dir selbst, so hilft dir Gott“) war der Wahlspruch einer gleichnamigen, im August 1827 in Paris von dem Arzt Ulysse Trélat gegründeten Gesellschaft zur streng gesetzmäßigen Verteidigung der liberalen Verfassung und Pressefreiheit, die sie durch die absolutistischen Bestrebungen des Königs Karl X. und die reaktionäre Politik des von Jean Baptiste de Villèle geführten Regierungskabinetts gefährdet sah.
Mitglieder dieser Gesellschaft waren vor allem die Häupter der freisinnigen Partei der Doktrinäre, so François Guizot, der zeitweilig den Vorsitz führte, Tanneguy Duchâtel, Prosper Duvergier de Hauranne, Paul-François Dubois, Charles de Rémusat, Godefroi Cavaignac und Joubert. Der Verein hatte das unmittelbare Ziel, der politischen Opposition im Vorfeld der von Villèle auf November 1827 angesetzten Neuwahlen Ratschläge für die Vorbereitung der Wahlkampagne zu geben, etwa durch die Gründung von Komitees, Publizierung von praktischen Broschüren und der Überprüfung der Wählerlisten. So konnten mehr als 20.000 Wähler registriert werden, deren Namen entweder aus Betrug oder Achtlosigkeit nicht eingetragen worden waren. Die Liberalen erreichten bei der Wahl noch bessere Ergebnisse als von ihnen erwartet.
Die Leitung der Gesellschaft wurde einem zunächst aus 14, später aus 12 Personen bestehenden Ausschuss anvertraut. Bis 1828 publizierte sie ihre Propaganda in der Zeitschrift Le Globe. Von da an trat Odilon Barrot an ihre Spitze. Der Verein gab kurz vor der Julirevolution von 1830 den 221 Deputierten, die kräftigen Widerstand gegen die Regierung geleistet hatten, ein Bankett und stellte bei dieser Gelegenheit ein Glaubensbekenntnis seiner politischen Ansichten auf. Er hatte wesentlichen Einfluss auf die späteren Wahlen in der Hauptstadt, hielt 1830 die Vertreibung der älteren Linie der Bourbonen für unvermeidlich und wirkte im Stillen für das Haus Orléans. Damals diente ihm Le National als Organ. Nach dem Gelingen der von ihm begünstigten Julirevolution von 1830 wurde der Verein anfangs von der neuen Regierung des Bürgerkönigs Louis-Philippe I. unterstützt. Als er sich aber nach dem Austritt seiner hervorragendsten Teilnehmer von der Regierung bald verlassen sah, nahm er einen demokratischeren Charakter an und machte Opposition gegen das Gouvernement, dem einige seiner ehemaligen Mitglieder angehörten. Die Gesellschaft löste sich schon 1832 freiwillig auf.